# Roumanie-Russie en rugby à XV

## Historique
La Roumanie affronte à de nombreuses reprises ses voisins russes sous l'ère soviétique, à partir d'une tournée en Bulgarie de 1974 (où le match n'est toutefois pas reconnu comme officiel par la Roumanie).
La Roumanie et aussi la seule équipe nationale à jouer un match contre l'équipe de la Communauté des États indépendants.
À partir de 2021, le match donne lieu à un trophée, la Coupe Kisseleff.

## Confrontations
Liste des confrontations entre ces deux équipes :
| No | Date            | Lieu                                       | Match             | Score   | Compétition                   |
| -- | --------------- | ------------------------------------------ | ----------------- | ------- | ----------------------------- |
| 1  | 7 mai 1994      | Bucarest Roumanie                          | Roumanie – Russie | 30 – 0  | Qualifications Coupe du monde |
| 2  | 18 mars 2001    | Iași Roumanie                              | Roumanie – Russie | 42 – 13 | Championnat européen          |
| 3  | 24 mars 2002    | Krasnodar Russie                           | Russie – Roumanie | 22 – 27 | Championnat européen          |
| 4  | 22 mars 2003    | Bucarest Roumanie                          | Roumanie – Russie | 23 – 12 | Championnat européen          |
| 5  | 20 mars 2004    | Krasnodar Russie                           | Russie – Roumanie | 33 – 24 | Championnat européen          |
| 6  | 26 février 2005 | Timișoara Roumanie                         | Roumanie – Russie | 33 – 10 | Championnat européen          |
| 7  | 10 juin 2006    | Krasnoïarsk Russie                         | Russie – Roumanie | 25 – 24 | Championnat européen          |
| 8  | 4 novembre 2007 | Bucarest Roumanie                          | Roumanie – Russie | 12 – 22 | Championnat européen          |
| 9  | 15 mars 2008    | Krasnodar Russie                           | Russie – Roumanie | 12 – 8  | Championnat européen          |
| 10 | 15 juin 2008    | Stade Arcul de Triumf, Bucarest Roumanie   | Roumanie – Russie | 13 – 12 | Coupe des nations             |
| 11 | 28 février 2009 | Bucarest Roumanie                          | Roumanie – Russie | 19 – 28 | Championnat européen          |
| 12 | 27 février 2010 | Sotchi Russie                              | Russie – Roumanie | 21 – 21 | Championnat européen          |
| 13 | 26 février 2011 | Bucarest Roumanie                          | Roumanie – Russie | 33 – 3  | Championnat européen          |
| 14 | 25 février 2012 | Sotchi Russie                              | Russie – Roumanie | 0 – 25  | Championnat européen          |
| 15 | 9 février 2013  | Stade Arcul de Triumf, Bucarest Roumanie   | Roumanie – Russie | 29 – 14 | Championnat européen          |
| 16 | 8 juin 2013     | Stade Arcul de Triumf, Bucarest Roumanie   | Roumanie – Russie | 30 – 20 | Coupe des nations             |
| 17 | 8 février 2014  | Gazprom Yamal Health Resort, Nebug Russie  | Russie – Roumanie | 3 – 34  | Championnat européen          |
| 18 | 18 juin 2014    | Stade Arcul de Triumf, Bucarest Roumanie   | Roumanie – Russie | 20 – 18 | Coupe des nations             |
| 19 | 28 février 2015 | Krasnodar Russie                           | Russie – Roumanie | 16 – 13 | Championnat européen          |
| 20 | 27 février 2016 | Stadionul Emil Alexandrescu, Iași Roumanie | Roumanie – Russie | 30 – 0  | Championnat européen          |
| 21 | 4 mars 2017     | Sochi Central Stadium, Sotchi Russie       | Russie – Roumanie | 10 – 30 | Championnat européen          |
| 22 | 3 mars 2018     | Cluj Arena, Cluj Roumanie                  | Roumanie – Russie | 25 – 15 | Championnat européen          |
| 23 | 9 mars 2019     | Botoșani Roumanie                          | Roumanie – Russie | 22 – 20 | Championnat européen          |
| 24 | 4 mars 2020     | Trud Stadium, Krasnodar Russie             | Russie – Roumanie | 32 – 25 | Championnat européen          |
| 25 | 6 mars 2021     | Stade olympique Ficht, Sotchi Russie       | Russie – Roumanie | 18 – 13 | Championnat européen          |
| 26 | 5 février 2022  | Stade Arcul de Triumf, Bucarest Roumanie   | Roumanie – Russie | 34 – 25 | Championnat européen          |

### Confrontations pendant la période soviétique
| No | Date              | Lieu                                           | Match              | Score   | Compétition      |
| -- | ----------------- | ---------------------------------------------- | ------------------ | ------- | ---------------- |
| 1  | juillet 1974      | Varna, Bulgarie                                | Roumanie XV – URSS | 26 – 6  | Test match       |
| 2  | 19 septembre 1976 | Bourgas, Bulgarie                              | Roumanie – URSS    | 14 – 3  | Test match       |
| 3  | juillet 1978      | Kharkiv, RSS d'Ukraine                         | URSS – Roumanie XV | 4 – 16  | Test match       |
| 4  | 4 mai 1979        | RSFS de Russie                                 | URSS – Roumanie    | 9 – 15  | Test match       |
| 5  | 11 mai 1980       | Dinamo Stadion, Bucarest Roumanie              | Roumanie – URSS    | 23 – 6  | Trophée européen |
| 6  | 17 mai 1981       | Sparta Stadium, Moscou RSFS de Russie          | URSS – Roumanie    | 18 – 28 | Trophée européen |
| 7  | 9 mai 1982        | Dinamo Stadion, Bucarest Roumanie              | Roumanie – URSS    | 18 – 3  | Trophée européen |
| 8  | 15 mai 1983       | Kiev RSS d'Ukraine                             | URSS – Roumanie    | 10 – 15 | Trophée européen |
| 9  | 20 novembre 1983  | Dinamo Stadion, Bucarest Roumanie              | Roumanie – URSS    | 19 – 3  | Trophée européen |
| 10 | 31 mai 1985       | Kiev RSS d'Ukraine                             | URSS – Roumanie    | 14 – 6  | Trophée européen |
| 11 | 20 octobre 1985   | Dinamo Stadion, Bucarest Roumanie              | Roumanie XV – URSS | 16 – 12 | Trophée européen |
| 12 | 25 avril 1987     | Stade Boris-Paichadze, Tbilissi RSS de Géorgie | URSS – Roumanie    | 12 – 13 | Trophée européen |
| 13 | 25 octobre 1987   | Iași Roumanie                                  | Roumanie XV – URSS | 18 – 10 | Trophée européen |
| 14 | 20 septembre 1988 | Sparta Stadium, Moscou RSFS de Russie          | URSS – Roumanie    | 18 – 28 | Test match       |
| 15 | 23 octobre 1988   | Almaty RSS du Kazakhstan                       | URSS – Roumanie    | 23 – 9  | Trophée européen |
| 16 | 22 octobre 1989   | Baia Mare Roumanie                             | Roumanie – URSS    | 13 – 21 | Trophée européen |
| 17 | 21 octobre 1990   | Sparta Stadium, Moscou RSFS de Russie          | URSS – Roumanie    | 3 – 10  | Trophée européen |
| 18 | 10 mai 1992       | Dinamo Stadion, Bucarest Roumanie              | Roumanie – CEI     | 34 – 6  | Trophée européen |